# 铜陵长江三桥
铜陵长江三桥，工程名G3铜陵长江公铁大桥，是位于中国安徽省的一座建设中的跨江桥梁，为双层斜拉-悬索协作体系钢桁梁桥，大桥跨越长江，位于铜陵市郊区，全长11.88公里，主跨布置为127.5米+131米+988米+131米+127.5米，最大主跨为988米，于2022年1月4日开工，2024年8月27日主桥合龙，2024年12月30日全线贯通，预计于2025年通车。